# جاي دي أيه ديجون
جاي دي أيه ديجون (بالإنجليزية: JDA Dijon Basket)‏ هو فريق كرة سلة فرنسي تأسس في 1880. يلعب في الدوري الفرنسي لكرة السلة الدرجة الأولى، فاز مرتين بكأس فرنسا لكرة السلة.

## وصلات خارجية
- الموقع الإلكتروني